# Gare de Guichen - Bourg-des-Comptes
Pour les articles homonymes, voir gare de Bourg.
La gare de Guichen - Bourg-des-Comptes est une gare ferroviaire française de la ligne de Rennes à Redon, située sur le territoire de la commune de Guichen, à proximité de Bourg-des-Comptes sur la rive gauche de la Vilaine, dans le département d'Ille-et-Vilaine, en région Bretagne.
La station est mise en service en 1862 par la compagnie des chemins de fer de l'Ouest. C'est aujourd'hui une halte de la Société nationale des chemins de fer français (SNCF) desservie par des trains express régionaux TER Bretagne circulant entre Rennes et Messac-Guipry ou Redon.

## Situation ferroviaire
Établie à 23 m d'altitude, la gare de Guichen - Bourg-des-Comptes est située au point kilométrique (PK) 394,915 de la ligne de Rennes à Redon, entre les gares de Laillé et de Saint-Senoux - Pléchâtel.

## Histoire
La gare de Guichen - Bourg-des-Comptes est établie, par la compagnie des chemins de fer de l'Ouest, sur la rive droite de la vilaine le pont du Canut permet à la voie ferrée de traverser la rivière à la sortie de la gare. Le bâtiment voyageurs comporte un étage avec un toit à faible pente (voir iconographie), des voies de débords et un quai d'embarquement complètent les aménagements.
Le 30 décembre 1868, les ingénieurs de la compagnie établissent un projet pour l'installation d'une « grue de chargement de six tonnes » le coût de cet équipement est estimé à 5 000 francs. Le 22 septembre 1869 un décret impérial approuve et rend exécutables ces travaux par la compagnie.

## Fréquentation
De 2015 à 2023, selon les estimations de la SNCF, la fréquentation annuelle de la gare s'élève aux nombres indiqués dans le tableau ci-dessous.
| Année                     | 2015    | 2016    | 2017    | 2018    | 2019    | 2020    | 2021    | 2022    | 2023    |
| ------------------------- | ------- | ------- | ------- | ------- | ------- | ------- | ------- | ------- | ------- |
| Voyageurs                 | 127 138 | 127 139 | 131 237 | 138 612 | 169 836 | 111 583 | 116 856 | 191 540 | 219 152 |
| Voyageurs + non voyageurs | 158 923 | 158 923 | 164 047 | 173 265 | 212 295 | 139 479 | 146 070 | 239 425 | 273 940 |

## Service des voyageurs

### Accueil
Halte SNCF, c'est un point d'arrêt non géré (PANG) à entrée libre, elle dispose de deux quais avec abris. 
L'aménagement de cette halte est géré par la communauté de communes du canton de Guichen depuis 2008, tout comme les deux autres haltes l'encadrant.

### Desserte
Guichen - Bourg-des-Comptes est desservie par des trains TER Bretagne circulant sur les lignes no 08 Rennes - Messac-Guipry et no 15 Rennes - Redon. Une dizaine de trains quotidiens s'arrêtent en gare, pour une fréquentation de 110 voyageurs par jour en moyenne.

### Intermodalité
Un parking pouvant accueillir 150 véhicules est aménagé. Il a été agrandi par deux fois, en 2008 et 2012.